# Carl Heinrich Rösch

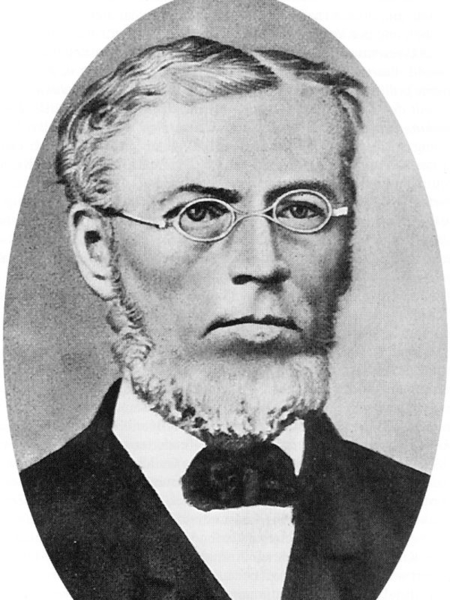
Carl Heinrich Rösch um 1850

Carl Heinrich Rösch, in unterschiedlichen Quellen auch Karl Heinrich Rösch sowie ohne Beiname nur Carl oder Karl Rösch – geboren am 19. Oktober 1807 in Schorndorf, Königreich Württemberg; gestorben am 13. Dezember 1866 in St. Louis, Missouri – war ein deutscher Arzt und Sozialreformer.
Er gründete als leitender Amtsarzt des Oberamts Urach 1847 die Heil- und Pflegeanstalt Mariaberg, eine der ersten Komplexeinrichtungen der modernen Behindertenhilfe im deutschsprachigen Raum, die heute – als inzwischen relativ großer Anbieter sozialer Dienstleistungen und mit weiterentwickelter Konzeption – unter dem Namen Mariaberg e. V. bekannt ist.
Als Anhänger der demokratischen Bewegung in den Staaten des Deutschen Bundes verlor Rösch nach der Niederschlagung der Revolution von 1848/49 aus politischen Gründen seine Reputation beim württembergischen Königshaus, seinem bis dahin wichtigsten Auftraggeber, und emigrierte 1853 mit seiner Familie in die Vereinigten Staaten.

## Leben und Wirken

### Karriere als Arzt, Forscher und Reformer der Behindertenhilfe
Carl Heinrich Rösch wurde als Sohn von Johann Georg Rösch, des Präzeptors der Lateinschule in Schorndorf geboren. Seine Mutter Johanna Carolina war die Tochter des Winnender Stadtpfarrers Johann Heinrich Hiemer. Carl Heinrich Rösch war der Älteste von insgesamt neun Geschwistern. Johann Georg Rösch wurde 1814 evangelischer Pfarrer in Faurndau. Carl Heinrich besuchte zunächst die Lateinschule in Göppingen und ab 1821 das Evangelische Seminar Blaubeuren. Anschließend studierte er Medizin an der Universität Tübingen und wurde 1833 mit einer Arbeit über die „allgemeinen Indicationen zum Aderlassen“ unter Aufsicht von Hermann Friedrich Autenrieth bei dessen Vater Johann Heinrich Ferdinand Autenrieth (1772–1835) promoviert. Bei Autenrieth lernte Rösch, empirisch zu arbeiten.
Noch während seines Studiums heiratete er in Tuttlingen Karoline Amalie Geyser, eine zu der Zeit 22-jährige Kaufmannstochter. Aus der Ehe gingen zwischen 1831 und 1846 zehn Kinder hervor, von denen eines jedoch bereits im Säuglingsalter starb.
Im Jahr 1832 erhielt er eine Anstellung als Unteramtsarzt in Schwenningen, wo er sich neben seiner ärztlichen Praxis mit der Gründung eines „Mäßigkeitsvereins“ und eines „Bürger-Museums“ als Erwachsenenbildungsstätte auch sozial und kulturell engagierte. 1842 avancierte Rösch zum Oberamtsarzt in Urach. Schon zu Beginn seiner beruflichen Laufbahn interessierte er sich für benachteiligte Bevölkerungsgruppen. Er behandelte sie nicht nur in seiner Praxis, sondern widmete sich auch theoretisch forschend ihren Lebensbedingungen mit dem Ziel, diese zu verbessern. In den 1830er Jahren war Rösch der Erste, der die Ursachen und Auswirkungen des Alkoholismus im Königreich Württemberg empirisch erforschte. Die Ergebnisse seiner Untersuchungen veröffentlichte er 1839 im Bericht Der Mißbrauch geistiger Getränke in pathologischer, therapeutischer, medicinisch-polizeilicher und gerichtlicher Hinsicht untersucht. Im Jahr 1841 erhielt er vom württembergischen König Wilhelm I. den Auftrag zur „Untersuchung des Kretinismus im ganzen Land an Ort und Stelle“. Ein Ergebnis dieser Untersuchung, bei der er Zugriff auf Kirchenbücher der Pfarrämter bekam, war, dass Kretinismus in ärmeren Familien gehäuft auftrat und dass das Leben in feuchten Tälern das Auftreten des Krankheitsbildes begünstigte. Es gab Ortschaften mit so vielen „cretinischen, geistig schwachen, übelhörigen, mißgestalteten verkröpften Menschen“, dass es schwierig war, das jährliche Truppenkontingent zusammenzubekommen. Rösch stellte zudem fest, dass mütterlicher Branntweinkonsum während der Schwangerschaft zum Ausbruch der Krankheit führen konnte. Auch stellte er eine erbliche Disposition zum Kretinismus fest.
Bestätigung für seine Hypothesen fand er im Austausch mit dem Pfarrer Karl Georg Haldenwang, der bereits 1838 in der württembergischen Schwarzwaldgemeinde Wildberg mit dem „Rettungshaus für schwachsinnige Kinder“ die erste behindertenpädagogische Einrichtung in Süddeutschland gegründet hatte, und insbesondere mit dem Schweizer Arzt Johann Jakob Guggenbühl, der 1840 aufgrund eigener Forschungen für die Förderung und Heilung kretiner Menschen eingetreten war und 1841 auf dem Abendberg bei Interlaken eine „Heilanstalt für Kretinen und blödsinnige Kinder“ gegründet hatte. Auf der Grundlage seiner Untersuchungen entwickelte Rösch ein umfassendes sozialpolitisches Programm zur Behebung der Missstände. Für die Behandlung von kretinen Menschen empfahl er die Errichtung einer Heilanstalt zur Förderung dieses Personenkreises, wie er dies ähnlich in Guggenbühls Einrichtung gesehen hatte. Er war der Meinung, dass es mehr Anstalten für Kretine geben müsse.

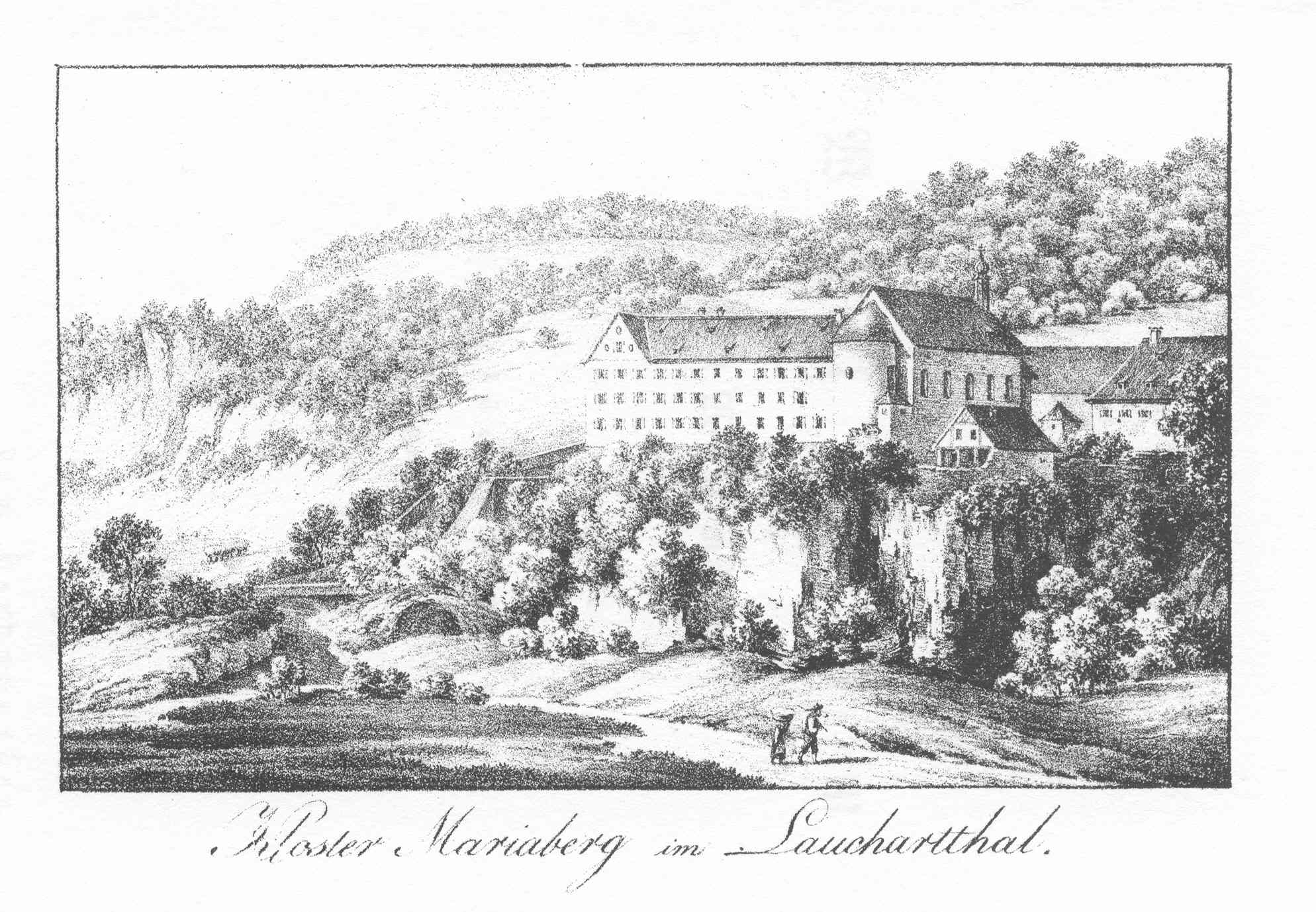
Das Kloster Mariaberg (Lithographie von 1823), in dem Rösch 1847 die Heil- und Pflegeanstalt Mariaberg gründete

Im Jahr 1846 wurde ihm von König Wilhelm I. das vormalige Benediktinerinnen-Kloster Mariaberg, eine bis dahin – nach dem Auszug der letzten Ordensschwester – zehn Jahre leer stehende Immobilie des Staates, die nach der Säkularisation von 1802 (im Zuge der seinerzeitigen napoleonischen Hegemonie) im Grunde dem Zerfall ausgesetzt gewesen war, für sein Vorhaben zur Verfügung gestellt. Am 1. Mai 1847 bezog Rösch mit 13 als geistig behindert geltenden Kindern sowie Pflege- und Hauswirtschaftspersonal die ca. 25 km südwestlich von seinem Amtssitz gelegene neue „Heil- und Pflegeanstalt Mariaberg“. Kronprinzessin Olga übernahm die Schirmherrschaft. Zum »Leitenden Ausschuss« bei der Gründung von Mariaberg gehörten unter anderen der Tübinger Evangelische Theologe Maximilian Albert Landerer (1810–1878) sowie der Doktorvater von Rösch, Johann Heinrich Ferdinand Autenrieth. Auch Wilhelm Kapff, Professor am Lyzeum in Reutlingen und Vorsitzender der Reutlinger Volksversammlung vom 21. September 1848, gehörte diesem Ausschuss an.
Mariaberg war die erste Einrichtung dieser Art in Deutschland mit den vier Elementen „Medizinische Versorgung, Wohnen, Schule und Arbeiten“. Rösch hatte einen sehr weit gefassten Begriff von Behinderung. Sein neuer ganzheitlicher Ansatz sah unter anderem vor, dass die Pfleglinge Höhenluft ausgesetzt werden sollten, dass sie es warm haben und am besten in Wolle gekleidet sein sollten, und dass sie sich ausreichend bewegten. Bäder und Einreibungen mit Salben gehörten ebenso zum Therapiekonzept wie eiweißhaltige Nahrung und gutes Wasser. Für die Behandlung von Anfällen und Krämpfen sah Rösch nicht zuletzt die Behandlung mit Hausmitteln vor. Rösch stellte fest, dass bei den zum Zeitpunkt der Aufnahme häufig verwahrlosten Kindern allein durch Aufmerksamkeit und Pflege eine Besserung des Zustandes herbeigeführt werden konnte. Er stellte fest, dass die Kinder, wenn man sie liebevoll behandelte, sehr anhänglich werden konnten. Im Weiteren sah er es als wichtige Aufgabe der Erziehung, den Kindern das Sprechen oder zumindest das Stammeln beizubringen. Auch kam er zu dem Ergebnis, dass kretine Kinder ausgeprägte religiöse Gefühle zeigen konnten. Er hoffte, dass sein Therapiekonzept dazu beitragen würde, die Krankheit auszuheilen. Rösch gab in den Jahren zwischen 1850 und 1853 die Zeitschrift „Beobachtungen über den Kretinismus“ heraus, in der er seine Beobachtungen festhielt.
Rösch selber, der eine leitende Position im Vorstand der Heil- und Pflegeanstalt Mariaberg innehatte, wohnte nie in Mariaberg. Er kam nur am Wochenende dorthin. Carl Heinrich Rösch vertrat die Meinung, dass eine Anstalt, in der „blödsinnige“ oder „schwachsinnige“ Kinder lebten, Erziehungs- und Krankenhaus zugleich, also ein „Hospital“ mit einer speziellen Schule sein müsse. Eine solche Anstalt müsse deshalb zwingend von einem Arzt geleitet werden, da nur dieser dem Lehrer und Erzieher die notwendigen Voraussetzungen schaffen könne, um adäquat erzieherisch tätig werden zu können. Die „Wärterinnen“, die in Mariaberg mit der Pflege der Kinder befasst waren, sollten ebenfalls durch einen Mediziner, den Hausarzt der Anstalt, Albert Krais, angeleitet und mit den speziellen Anforderungen vertraut gemacht werden. Rösch wollte, dass die Menschen in Mariaberg wie in einer Familie zusammen lebten, dass aber die Hauptverantwortung bei den Medizinern lag.

### Konkurrenz mit der Kretinen-Anstalt in Riet
Am 30. November 1949 wurde Carl Heinrich Rösch zu Ihrer Kaiserlichen Hoheit, Kronprinzessin Olga, gerufen und hatte dort über den Fortgang der Anstalt zu berichten. Kronprinzessin Olga wünschte eine Zusammenlegung von Mariaberg mit der 1849 neu gegründeten Kretinen-Anstalt in Riet. Der Leiter von Riet, der Mediziner und Homöopath Georg Friedrich Müller, forderte in diesem Zusammenhang, dass der ganze Mariaberger Vorstand zurücktreten und durch erwiesene pietistisch eingestellte Christen ersetzt werden solle. Auch mit allen Angestellten müsse so verfahren werden. Die medizinischen Behandlungsmethoden von Carl Heinrich Rösch seien zudem zweifelhaft. Rösch seinerseits bezeichnete die homöopathischen Behandlungsmethoden kretiner Kinder von Georg Friedrich Müller als „Mystizismus“. Die Kronprinzessin gab angesichts der Forderungen von Georg Friedrich Müller, den gesamten Vorstand in Mariaberg auszutauschen, ihr Ansinnen auf. In den Jahren zwischen 1855 und 1857, als Carl Heinrich Rösch bereits ausgewandert war, unternahm Georg Friedrich Müller etliche mehrtägige Reisen zur Erforschung des Kretinismus für die württembergische Regierung. Es ging ihm dabei auch darum, seine Ergebnissen mit den vormaligen Ergebnissen von Rösch zu vergleichen.

#### Ärztliches Amtsverständnis
Carl Heinrich Rösch vertrat die Meinung, dass die Aerzte, besonders die auf dem Lande wohnenden, vom Volke nicht getrennt werden können und dürfen. Sie seien „nothwendig Demokraten“ und Erzieher des Volkes, wie die Lehrer und die Geistlichen es seien und auch immer mehr werden müssten. Die mächtige Bewegung der Geister im Jahre 1848 habe auch die Ärzte ergriffen und sie nicht unvorbereitet getroffen. Bei weitem die meisten der Ärzte stünden auf der Seite der Demokratie, denn ein Arzt kenne keinen Unterschied der Stände, er sei ein Mann des Volkes und der natürliche Helfer und Fürsprecher der Armen und Gedrückten. Allein sein Beruf mache einen Arzt schon zum Demokraten im weitesten Sinne des Worts. Georg Friedrich Müller war mit diesem Amtsverständnis von Carl Heinrich Rösch nicht einverstanden. Das Politisieren um die Wette und das außergewöhnliche Ringen um etwas, das sich Freiheit nannte, sei ein Drängen und Treiben um lediglich irdische Güter.

### Politisches Engagement und Verlust der Reputation
Ab dem Jahr 1848 kam es zum Zerwürfnis zwischen Carl Heinrich Rösch und dem württembergischen Königshaus (zum allgemeinhistorischen Kontext dieser Jahre in Württemberg vgl. Unterabschnitt Erstarken der demokratischen Bewegung und des Liberalismus ab 1830 im Artikel Königreich Württemberg). Rösch unterstützte in den revolutionären Wirren dieser Zeit die demokratische Bewegung durch sein Engagement im liberalen Vaterländischen Verein Urachs. Im August 1848 erfolgten breit organisierte Initiativen von ca. 120 Ärzten zur „Medicinal-Reform“ in Württemberg. Die württembergische Ärzteschaft wählte insgesamt 16 Vertrauensleute für einen entsprechenden Ausschuss. Carl Heinrich Rösch und der Göppinger Mediziner Heinrich Landerer (1814–1877) kooperierten in diesem 16-köpfigen Ausschuss und begründeten unter anderem ein Referat für die Armenpraxis. Röschs öffentlicher Auftritt als Redner bei einer revolutionären Volksversammlung am 21. September 1848 vor mehreren tausend Menschen in Reutlingen (demselben Tag, an dem im westlichen Nachbarstaat Baden Gustav Struve beim misslungenen sogenannten Struve-Putsch eine deutsche Republik ausrief), sowie das Auftreten Röschs bei der Volksversammlung an Pfingsten 1849 ebenfalls in Reutlingen, bei dem über einen bewaffneten Volksaufstand gesprochen wurde, missfielen dem König. Bei der Pfingstversammlung 1849 trat auch der Kulturhistoriker Johannes Scherr (1817–1886) auf. Zwei Jahre später – 1850 –, nachdem die Revolution endgültig gescheitert war und in allen Staaten des Deutschen Bundes von den herrschenden Fürsten mit dem Beginn der Reaktionsära eine Periode der politischen Restauration eingeleitet worden war, wurde Rösch ins etwa 100 km nordöstlich von Urach gelegene Gaildorf zwangsversetzt. Dadurch war er von Mariaberg abgeschnitten. In der Region Gaildorf, dem Limpurger Land war er zwar nach wie vor Oberamtsarzt, hatte jedoch trotz des gleich gebliebenen Grundgehalts ein geringeres Einkommen, da es dort bereits mehrere Ärzte gab und die eher ärmliche Bevölkerung vor Ort sich eine ärztliche Behandlung weniger leisten konnte als in der dichter besiedelten Region im Oberamt Urach. In Rösch reifte aufgrund der politisch restriktiven Verhältnisse und der Benachteiligungen, denen er auch persönlich ausgesetzt war, der Gedanke an eine Auswanderung in die Neue Welt heran. Im Oktober 1852 entsandte er zunächst seine drei ältesten Kinder, die zu der Zeit zwischen 16 und 19 Jahre alt waren, zu einer befreundeten Familie nach Texas. Im Jahr darauf beschloss Rösch, mit seiner Frau Amalie und den weiteren sechs Kindern nachzukommen. Um eine eventuelle Rückkehr abzusichern (zu der es allerdings nicht mehr kommen sollte), ließ er sich bei seinen vorgesetzten württembergischen Behörden für ein Jahr beurlauben.

### Emigration und Neubeginn in den USA
Im September 1853 trat Rösch seinen „Urlaub“ an. Rösch plante zunächst eine Überfahrt für eine größere Gesellschaft von Bremen nach Galveston (Texas) mit einem eigens gepachteten Schiff. Allerdings zerschlugen sich diese Pläne und Carl Heinrich Rösch reiste schlussendlich mit seiner Familie in die französische Hafenstadt Le Havre. Von dort hatten sie eine Schiffspassage nach New Orleans gebucht. Auf der 45 Tage dauernden Überfahrt unter problematischen hygienischen Verhältnissen brach eine Cholera-Epidemie aus, wie es aus einem Brief Röschs an Freunde in Urach und den Tagebuchaufzeichnungen seiner Frau Amalie hervorgeht („Durst zum Sterben, die Zunge klebte am Gaumen …“). 22 Menschen starben bereits auf der Schiffsreise. Auch Berta, die jüngste Tochter der Familie Rösch, und Frau Amalie erkrankten. Beide verstarben während der Weiterreise, die nach der Landung in New Orleans über den Mississippi River und über Land führte. Carl Heinrich Rösch kam mit seinen verbliebenen fünf Kindern Mitte Dezember 1853 im texanischen Siedlerort Coleto an, wo er sich zunächst als Arzt und Farmer niederließ. Die strukturellen Bedingungen vor Ort waren jedoch auf Dauer zu unsicher, um das Auskommen für Rösch und seine Kinder zu gewährleisten. So zog er weiter in den Norden nach Missouri. In St. Louis, zu der Zeit eine Hochburg süddeutscher Immigranten im Mittleren Westen der USA, eröffnete er eine Arztpraxis und trug als Mitglied eines Komitees der Prüfärzte und des Beirats der Apothekerschule der Stadt dazu bei, die Kranken- und Armenversorgung vor Ort auf- und auszubauen. Rösch schloss sich dem deutschen Turnwesen in Nordamerika an und wurde Mitglied im Turnverein St. Louis. Das deutsche Turnwesen in Nordamerika widmete sich nicht nur der körperlichen Ertüchtigung, sondern verpflichtete sich zudem einer umfassenden Erziehungs- und Bildungsarbeit. Rösch forderte eine zeitgemäße Orientierung des Bildungsbegriffs unter Einbeziehung der Naturwissenschaften. Von 1864 bis zu seinem Tod war Rösch Professor der Materia Medica am Humboldt College in St. Louis. Den Verlust seiner Frau Amalie verkraftete Rösch kaum.
Rösch starb am 13. Dezember 1866 im Alter von 59 Jahren in St. Louis. Er liegt auf dem Bellefontaine Cemetery in St. Louis begraben. In einem Nachruf der dort erschienenen deutschsprachigen Tageszeitung Westliche Post wurde er folgendermaßen gewürdigt (Nachruf-Auszug):

„Dr. Röschs Hinscheiden hinterläßt im hiesigen Deutschtum eine Lücke, die nur schwer, wenn überhaupt, wieder aufgefüllt werden kann. Als Arzt und Gelehrter, wie als Schriftsteller und unermüdlicher Vertreter radikaler Grundsätze steht der Verewigte gleich hoch da. Wo immer ein gutes Werk, wo es sich um eine humane Idee handelte, da fehlte das Wort oder die Feder von Dr. Rösch niemals.“

## Posthume Würdigung
- Im Gammertinger Ortsteil Mariaberg erinnert eine Bronzetafel an der Außenmauer des ehemaligen Klosters mit einem Flachrelief-Porträt Röschs an sein Wirken als Gründer der Mariaberger Heime (heute Mariaberg e. V.). Außerdem ist das „Rösch-Heim“ vor Ort (heute das Gästehaus Mariabergs[28]) nach ihm benannt.
- In Waldshut-Tiengen ist Carl Heinrich Rösch der Namensgeber einer integrativen Schule.[29]

## Veröffentlichungen (Auswahl)
- Ueber die allgemeinen Indikationen zum Aderlassen. Eine zur Erlangung der Doctorwürde in der Medicin unter der Leitung von Hermann Friedrich Autenrieth, vorgelegte Abhandlung., Heinrich Laupp, Tübingen 1833
- Ueber die Bedeutung des Bluts im gesunden und kranken Leben und das Verhältniß des Nerven-Systems zu demselben oder: Vertheidigung meiner pathologischen Untersuchungen gegen die Angriffe der Solidar- u. Nervenpathologie, 1839. MDZ Digitalisat
- Der Mißbrauch geistiger Getränke in pathologischer, therapeutischer, medicinisch-polizeilicher und gerichtlicher Hinsicht untersucht, Tübingen 1839
- Die achtzehnte Versammlung deutscher Naturforscher und Ärzte. Reiseerinnerungen; mit dem Vortrag des Verfassers über Cretinismus und angeborenen Blödsinn. Ebner & Seubert, Stuttgart 1841.
- Die Stiftung für Kretinenkinder auf dem Abendberge bei Interlachen in der Schweiz. Ebner & Seubert, Stuttgart 1842 (Digitalisat).
- Untersuchungen über den Kretinismus in Württemberg. Mit Anmerkungen von Johann Jakob Guggenbühl und einem Vorworte von Georg Jäger (= Neue Untersuchungen über den Kretinismus oder die Entartung des Menschen in ihren verschiedenen Graden und Formen. Hrsg. v. Karl Maffei, Karl Heinrich Rösch. Bd. 1). F. Enke, Erlangen 1844 (Digitalisat).
- Über die Heilung und Erziehung unentwickelter oder kretinischer Kinder mit besonderer Rücksicht auf die Guggenbühl‘sche Stiftung auf dem Abendberge bei Interlaken im Schweizerkanton Bern, und eine in Württemberg zu errichtende Anstalt dieser Art. F.H. Köhler, Stuttgart 1845 (Digitalisat)
- mit Albert Krais: Beobachtungen und Erfahrungen über den Blödsinn im kindlichen Alter und seine Behandlung: Bericht über die Heil- und Erziehungsanstalt für schwachsinnige Kinder zu Mariaberg während der ersten zwei Jahre ihres Bestehens. In: Beobachtungen über den Cretinismus. Eine Zeitschrift. Herausgegeben von den Ärzten der Heilanstalt Mariaberg. Bd. 1 (1850), S. 1–95 (Digitalisat).
- Beobachtungen über den Cretinismus. Eine Zeitschrift. Herausgegeben von den Ärzten der Heilanstalt Mariaberg. 3 Hefte. Tübingen 1850–1852 (Digitalisat erstes Heft 1850).